# 가브야우야
가브야우야 또는 가브야우지스, 가브야우게, 가브야우쿠라스, 가브야우지스 (Gabjauja, Gabjaujis , Gabjaugė , Gabjaukuras , Gabjaugis)는 리투아니아 신화에 나오는 곡식과 밀을 보호하는 신이자, 불의 신이다. 17세기에 독일의 역사가 마테우스 프레토리우스는 가브야우야를 곡식과 야우야 (Jauja:방앗간, 작물 저장고, 헛간 역할을 하는 별채)의 불의 신으로, 1747년에는 Philipp Ruhig는 부의 신으로 칭했다.
일부 학자 중에는 가브야우야와 불의 여신 가비야와 역할이 비슷해서 동일한 여신으로 보기도 한다.
여신인지 남신인지 학자마다 의견이 다르다.

## 해석
이름은 "gaubti, gobėti" 및 "jauja" 라는 단어에서 파생됐다.
마테우스 프레토리우스는 가브야우야를 언급하지만 남신이라고 주장한다. Jokūbs Brodovskis와 Philipp Ruhig에 따르면 가브야우야는 부의 여신이다. 그러나 Algirdas Julius Greimas는 성별을 결정하지 않고 불의 신이라고 말한다.
얀 워시스키는 가브야우야 또는 가브야우지스를 가비에와 동일한 존재라 주장했다. 그러나 워시스키의 가비에는 일반적으로 불의 여신 가비야와 동일시 된다.

Dalios Senvaitytės는 가비에, 가브야우야 또는 가브야우지스는 불 뿐만 아니라 크루오나스 (Kluonas -작물저장고 겸 정미소하는 고대 유럽의 농가건축물), 작물과도 의미적으로 연결됐다. 이 신은 주로 농작물과 다산과 연관있을 가능성이 높으며, 화재와 관련된 그의 연관성은 태울 때 작물에 불이 붙을 위험에서 비롯되었을 수 있다. 가브야우야는 리투아니아어로 마지막 야우야 (kulti 또는 mindi)라고도 불렸다. 그리고 리투아니아어로 된 가브야우야의 이름은 악마나 악령을 가리키는데 사용하기도 한다.(예를 들어, 당신이 가브야우야에 저주에 사로잡힐 수 있도록 . 아마도 고전 신앙이 사라지고 기독교가 자리 잡으면서 악마의 성격을 얻었을 것이다.

## 참고 문헌
1. ↑  Gabjauja. Mitologijos enciklopedija, 2 tomas. Vilnius. Vaga. 1999. 280 p.
2. 1 2  Dalia Senvaitytė. Ugnis senojoje lietuvių tradicijoje. Mitologinis aspektas. Kaunas: Vytauto Didžiojo universiteto leidykla, 2005.